# Formiguer de Willis
El formiguer de Willis (Cercomacroides laeta) és una espècie d'ocell de la família dels tamnofílids (Thamnophilidae).

## Hàbitat i distribució
Habita el sotabosc de la selva pluvial i vegetació secundària de les terres baixes de l'Amazònia del Brasil i sud de Guyana.